# Allan Brown
Allan Duncan Brown (Kennoway, 12 ottobre 1926 – Richmond upon Thames, 19 aprile 2011) è stato un calciatore e allenatore di calcio scozzese.

## Carriera

### Club
Iniziò la sua carriera professionistica nella squadra dell'East Fife nel 1944; nell'ultimo anno di permanenza nella formazione di Methil, il 1950, conquistò la Scottish League Cup.
Nel mese dicembre 1950 si trasferì al Blackpool. Con la formazione del Lancashire conquistò nel 1953 la FA Cup, battendo per 4-3 il Bolton nella partita che viene ricordata come la Matthews Final dal nome del calciatore simbolo di quel Blackpool, il futuro primo Pallone d'oro, Sir Stanley Matthews.
Nel febbraio 1957 lo scozzese si trasferì al Luton Town; nel 1959, con questo club raggiunse una nuova finale di FA Cup, uscendo sconfitto dal Nottingham Forest.
Nel marzo 1961 passò al Portsmouth, dove rimase fino al 1962. Dopo due anni di inattività, tornò a giocare nel 1964, militando per due anni nel Wigan Athletic, affiancando alla sua carriera da calciatore, quella da allenatore, che divenne dal 1966, con il trasferimento al Luton Town, impiego a tempo pieno. Allenò successivamente anche Torquay United, Bury, Nottingham Forest e, a due riprese, Blackpool.

### Nazionale
Con la nazionale scozzese disputò 13 incontri (il primo dei quali, ancora come giocatore dell'East Fife, nel 1950 contro la Svizzera) mettendo a segno 5 reti. Partecipò al mondiale di calcio, nel 1954 in Svizzera.

## Palmarès

### Giocatore

#### Competizioni nazionali
- Scottish League Cup: 1

East Fife: 1949-1950
- Coppa d'Inghilterra: 1

Blackpool: 1952-1953

### Allenatore

#### Competizioni nazionali
- Campionato inglese di quarta divisione: 1

Luton Town: 1967-1968